# Isabelle Pauthier
Isabelle Pauthier (Maçon (Frankrijk), 26 februari 1968) is een Belgisch politica voor Ecolo.

## Levensloop
Pauthier groeide op in Frankrijk en voltooide er haar middelbare studies. Na het behalen van haar baccalaureaat volgde ze voor twee jaar classes préparatoires in de literatuur en de geschiedenis. Daarna behaalde ze in 1991 een master in de geschiedenis aan de Université Nancy-II in de Franse stad Nancy om nadien tussen 1992 en 1994 voor twee jaar classes préparatoires in de kunstgeschiedenis, eerst aan de École du Louvre en daarna aan de Sorbonne.
In 1989 vestigde Pauthier zich in Brussel, waar ze na haar studies werkte op een communicatiedienst en nadien in een architectenbureau.
Vervolgens werkte ze tijdelijk bij de Brusselse Franstalige stadsbeweging Arau, die zich focust op stadsvernieuwing en de ontwikkeling van projecten rond het verbeteren van de leefomgeving, en van 1995 tot 1997 bij uitgeverij CFC-Editions, gespecialiseerd in de geschiedenis van Brussel en architectuur. Daarna was ze van 1997 tot 2019 directrice van Arau.
In februari 2019 werd Pauthier politiek actief voor Ecolo. Voor deze partij werd ze bij de Brusselse gewestverkiezingen van mei 2019 verkozen in het Brussels Hoofdstedelijk Parlement. Ze ging er zich bezighouden met mobiliteit en stadsontwikkeling. In februari 2024 werd ze door haar partij eveneens als deelstaatsenator afgevaardigd naar de Senaat. Pauthier bekleedde haar parlementaire mandaten tot aan de Brusselse gewestverkiezingen van juni 2024, waarbij ze niet herkozen raakte. In september 2024 keerde ze tijdelijk terug naar het Brussels Parlement als vervanger van ontslagnemend federaal minister Zakia Khattabi. In februari 2025 keerde Khattabi na afloop van haar ministerschap terug naar het Brussels Parlement, waarna Pauthier haar plaats als opvolgster weer innam.
Ook werd Pauthier bestuurslid van de milieuvereniging Inter-Environnement Bruxelles en is ze sinds 2019 bestuurster bij Etopia, de studiedienst van Ecolo.